# Furtschaglspitze
Die Furtschaglspitze ist eine 3190 m ü. A. hohe markante Felspyramide in den Zillertaler Alpen über dem Furtschaglhaus (2295 m) zwischen Schönbichler Horn (3134 m) und Großem Möseler (3480 m).

## Besteigung

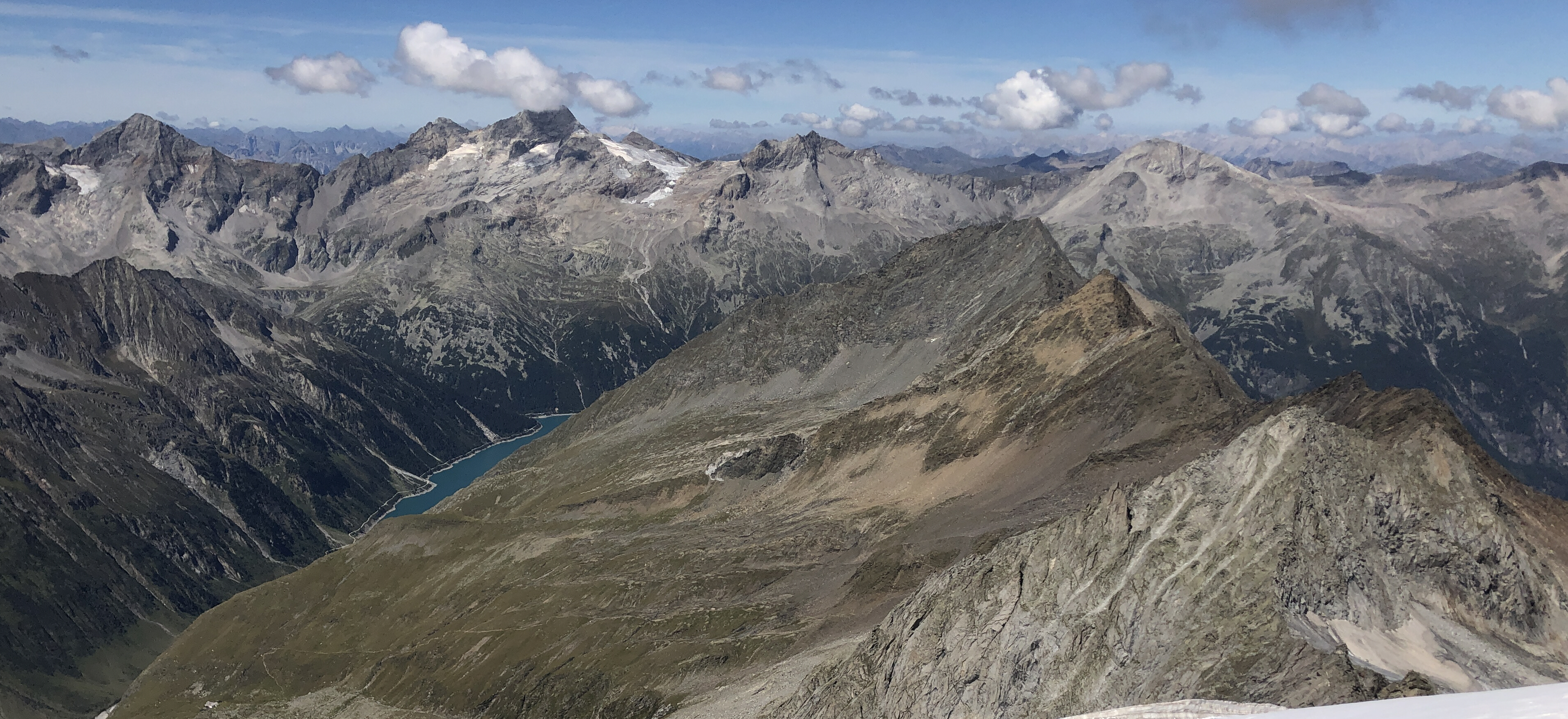
Furtschaglspitze von Süden, direkt rechts dahinter der Gipfel des Schönbichler Horns, links der Schlegeisspeicher mit dem Schlegeisgrund, vorne links das Furtschaglhaus mit dem Aufstiegsweg zum Gipfel, hinten (von links nach rechts) Schrammacher, Alpeiner Scharte (Übergang zur Geraer Hütte und Wipptal), Fußstein, Olperer, Großer Kaserer, Gefrorene-Wand-Spitzen, Friesenbergscharte (Übergang ins Tuxer Tal), davor Friesenbergsee mit Friesenberghaus, Hoher Riffler und Realspitze

Die Erstbesteigung und Namensgebung erfolgte am 8. Juli 1887 durch Carl Benzien und Hermann Meynow der Sektion Berlin des Deutschen und Österreichischen Alpenvereins unter Führung von Hans Hörhager aus Dornauberg über den Westgrat UIAA III+.
Der Normalweg erfolgt vom Furtschaglhaus Richtung Schönbichler Scharte (Berliner Höhenweg). Kurz unter der Scharte nach Süden, rechts, quert man zu der nächsten Scharte und dann auf der Nordseite des Grates bis zum Gipfel, leichtes Klettergelände UIAA Grad II.